# کلسی میچل (بازیکن بسکتبال)
کلسی میچل (انگلیسی: Kelsey Mitchell؛ زادهٔ ۱۲ نوامبر ۱۹۹۵) بازیکن بسکتبال اهل ایالات متحده آمریکا است.